# Кацонис, Ламброс
Ламброс Кацонис (греч. Λάμπρος Κατσώνης, он же Ламбро Качиони, Качони, или Каччони; 1752, Левадия, Греция — 1805, Ливадия, Российская империя) — деятель греческого национально-освободительного движения против турецкого ига. Полковник русской службы (1790).

## Биография
Ламброс Кацонис родился в Левадии (Беотия, Центральная Греция).
Известно что в возрасте 17 лет Ламброс вместе с братом и другими греками-волонтёрами поступил в средиземноморскую эскадру Г. Спиридова.Он пришел на русский флот со своим кораблем,добытым в бою,его дружески приветствовал граф Орлов Чесменский.Речи Ламброса перед земляками были внушительны."Эллины,-говорил он,-носите пистолеты заряжеными.Кто может,носите за поясом пушку".В обычной жизни он носил феску,на которой красовалась эмблема - серебряная рука-знак того,что он пребывает  под вечным покровительством России.Так решила Екатерина.
Вскоре его старший брат погиб в морском сражении. Ламброс поступил в русский егерский корпус и участвовал в десантах русского флота.
В 1770—1774 годах вместе с другими греками-добровольцами участвовал в военных действиях русской армии в Пелопоннесе и Эгейском архипелаге. После окончания русско-турецкой войны 1768—1774 переселился в Россию, где служил офицером в греческом пехотном полку. Во время русско-турецкой войны 1787—1792 годов командовал добровольческой греческой флотилией на Средиземном море, созданной в 1788 году в Триесте, которая вела успешную борьбу против турецкого флота и нанесла поражение нескольким турецким эскадрам.Греческая община Триеста купила корабль,на котором Ламбро поставил 28 пушек.Судно назвали "Минерва Севера".На трех суднах "командующий русской императорской флотилией" встретил турецкую эскадру - 18 кораблей,и обратил их в бегство.В 1789 году он разбил три эскадры противника,штурмом взял крепость Кастель-Россо,обеспечив себе господство в Эгейском море.
В мае 1792 года Кацонис издал воззвание, в котором заявил, что Ясский мир 1791 года, заключён без учёта интересов греков и что борьба против турок будет продолжаться, «пока греки не добьются своих прав». В Тенароне (Южный Пелопоннес) флотилия, возглавляемая Кацонисом, вела борьбу против турецкого флота, поддерживаемого французскими кораблями. В неравной борьбе Кацонис потерпел поражение и укрылся в венецианских владениях, а затем возвратился в Россию, где стал командиром Балаклавского греческого батальона.

### В России
В 1775 году Кацонис переселяется в Керчь. В 1777—1778 годах, будучи ещё сержантом, Кацонис отличился в подавлении татарского бунта и получает офицерское звание.
В 1781 году поручик Кацонис был командирован в Персию, под начальством графа М. Войновича.В Персии он  постарался склонить  Агу-Магомеда к дружбе с Россией.
21 апреля 1785 года указом Екатерины II Качиони был «пожалован в благородное российское дворянство и внесен во вторую часть Родословной книги Таврического дворянства».
В 1786 году князь Потемкин, «за заслуги в персидской экспедиции», произвёл Кацониса в чин (армейского) капитана.По возвращению в Крым Ламбро командовал каперским судном "Князь Григорий Потемкин Таврический",сам Потемкин дал имя этому кораблю.
29 июля 1790 года Ламбро Качиони за военные заслуги и личную храбрость был произведен в полковники и награждён орденом Святого Георгия 4-го класса .

### Русско-турецкая война 1787—1792 годов
Турки, подталкиваемые британской дипломатией, объявляют в августе 1787 года войну России. Одновременно турки предпринимают превентивные меры против греков, во избежание Греческого восстания, подобного тому что произошло во время Первой Архипелагской экспедиции.
С началом войны Кацонис организовал отряд греков, который 11 октября 1787 года недалеко от Гажибея (ныне Одесса) на лодках, захватил турецкое судно. Захваченное судно было переименовано в «Князь Потемкин-Таврический».
К октябрю Потемкин подготовил 21 «крейсерское» судно. Вскоре Кацонис руководил этой корсарской флотилией, которая воевала под андреевским флагом.
В феврале 1788 года в войну на стороне России вступила Австрия. Но Россия не смогла послать эскадру адмирала Грейга в Средиземное море, так как назревала война со Швецией, которая также подталкиваемая англичанами объявила наконец войну России в июле 1788 года. Отсутствие российского флота в Средиземном море было поручено восполнить Кацонису и греческим морякам.

### Триест
В январе 1788 года Кацонис получил от Потемкина отпуск и отправился в Триест, единственный порт союзной тогда Австрии.
Здесь Кацонис, с помощью греческой общины, в течение 6 месяцев покупает американское торговое трёхмачтовое судно с парусной фрегатской оснасткой, вооружает его 28 пушками и называет его «Минерва Северная», а также 2 греческих торговых корабля с острова Кефалиния, с 16 пушками каждый переименованными в «Князь Потемкин-Таврический» и «Граф Александр Безбородко» (в честь автора Греческого проекта Екатерины). Экипажи были укомплектованы греческими торговыми моряками и волонтёрами из греческой общины Триеста.

### В Эгейском море

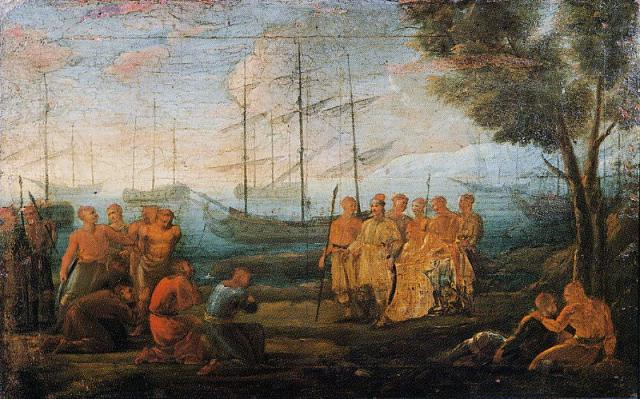
«Турецкие пленные преклоняются перед Кацонисом». Картина неизвестного художника. Национальный исторический музей, Афины

Сразу по выходе из Триеста Кацонис захватил в Ионическом море 2 турецких судна, которые были переименованы в честь внуков Екатерины в «Великий князь Константин» и «Великий князь Александр».
Флотилия обогнула Пелопоннес и вошла в Эгейское море. Встретив 5 турецких кораблей, Кацонис вынудил их сдаться. Теперь его маленькая эскадра насчитывала 10 кораблей. Кацонис направился к архипелагу Додеканес и взял маленький остров Кастелоризо. Затем флотилия, продолжая наводить страх на турок, дошла до берегов Египта. Возвращаясь из Египта, флотилия Кацониса встретилась возле острова Карпатос, во главе которой был двупалубный флагманский фрегат капудана-паши (то есть командующего османским флотом). Не раздумывая, Кацонис атаковал турок и гнал их до самого входа в Дарданеллы. Французский консул на острове Родос именовал Кацониса «новый Фемистокл, достойный потомок древних греческих героев».
Цель была достигнута: русского флота в Греческом Архипелаге не было, но как писал Кацонис «по всей Турции гремит, что Архипелаг наполнен русскими судами, но на самом деле в Архипелаге нет более корсаров чем я сам и 10 моих судов». Екатерина приказала впредь именовать флотилию Кацониса флотом Российской империи.

### Снова в Архипелаг
Флотилия вернулось в Триест, но в середине апреля снова вышла в море.
Возле города Диррахион (Дуррес) его поджидают турецкие суда, но Кацонис немедленно атакует, топит, сжигает их а несколько судов захватывает. После чего флотилия направилась к острову Закинф, а затем войдя в Архипелаг и пройдя у острова Икария встала у Дарданелл.
В конце 1788 — начале 1789 года Кацонис перехватывает турецкие суда у входа в Дарданеллы. Екатерина II указом от 24 июля 1789 года, произвела его в подполковники «за целый ряд оказанных подвигов» в награждение его от усердных услуг в Архипелаге.
После Дарданелл флотилия Кацониса, буксируя ещё 7 захваченных кораблей направилась к острову Кея, который Кацонис сделал базой своего флота.
Здесь, на Кее, Кацонис получил через переводчика оттоманского флота, грека Маврогениса письмо от турецкого султана.
Абдул Гамид I пытался подкупить его, предлагая Кацонису, кроме всего прочего, правление любым островом Архипелага, на выбор. Кацонис не удосужился ответить турку.

### Сражение при острове Андрос
В начале 1790 года турки были вынуждены держать в Греческом Архипелаге 23 линейных корабля, ослабляя свой флот, который противостоял российскому флоту Ушакова на Чёрном море. Действия Кацониса одновременно нарушали снабжение Константинополя продовольствием.
Новый султан Селим III дал приказ своим адмиралам скоординировать действия с алжирским пиратом Сеит-али. Алжирская эскадра в составе 12 кораблей, с общим вооружением в 300 пушек, вошла в Эгейское море. 6 мая возле острова Андрос, Кацонис атаковал турецкую эскадру Мустафы-паши насчитывающую 19 судов. 7 мая подошли и подключились к бою и 12 алжирских кораблей Сеит-али.
Предвидя исход сражения, Кацонис выбросил за борт свой длинный пиратский нож со словами: «Мы теперь пропали. Ты мой меч лежи на дне, как обручальное кольцо будущего освобождения Родины.» (Через 30 лет, участник этого сражения, в будущем командующий флотом острова Псара, Апостолис «поднял» это «кольцо»).
Алжирский флагман и другие корабли атаковали «Минерву Северную». Ночью к Минерве подошли гребные суда, экипаж был эвакуирован, а Минерва сожжена. Кацонис был побеждён, но сумел с 4 судами уйти к острову Китира.
После боя турки, по своему обыкновению, устроили расправу над жителями островов Кея и Андрос. Потемкин писале Екатерине: «в самой неудаче высказывает он неустрашимую смелость. Он потерпел в этом сражении с турками, но сам почти со всеми спасся и, оправясь, пойдет опять. Он один только дерется».
29 июля Кацонис за заслуги и личную храбрость был произведен в полковники и награждён орденом Святого Георгия 4-й степени.

### Новый флот
В конце 1790 года Кацонис передал командованием остатками флотилии Николаосу Касимису. В начале 1791 года Кацонис встречается в Вене с генерал-майором В. С. Томара Получив деньги на новую флотилию, Кацонис принимается за её формирование. К августу 1791 года флотилия насчитывала 21 судно.

### Греческая война
11 августа 1791 года Россия подписала с турками перемирие, а 29 декабря Ясский мир. Греция в этом договоре даже не упоминалась. Генерал Тамара приказал Кацонису отвести свои суда в Триест, и там разоружить их. Но Кацонис, разгневанный тем что русские, как и в Первую Архипелагскую экспедицию, решили свои задачи и бросили греков, отказывается разоружить флотилию и продолжает войну. Война становится греческой. Пожалуй это был первый раз с падения Константинополя в 1453 году, когда греческие капитаны и моряки вышли сражаться в Эгейское море не под чужим флагом и не на службе у чужого императора или короля.

### Манифест
Клефт Андреас Андруцос, такой же румелиот (то есть уроженец Средней Греции) как и Кацонис, примкнул к нему с 800 бойцами в 1790 году. С помощью Андруцоса, Кацонис организовывает базу в бухте Порто Кайо полуострова Мани. Выбор был не случаен. Полуавтономная Мани была свободна от турок и Кацонис/Андруцос поставили себе задачу вновь поднять восстание на Пелопоннесе и распространить его далее на север, в другие области Греции. Кацонис стал крестным отцом сына Андруцоса, Одиссея, впоследствии самого яркого и трагичного деятеля греческой войны за освобождение.
В мае 1792 года Кацонис издал манифест, выражающий возмущение греков Ясским миром, не учитывающего интересы греков, и объявляет войну за свободу Греции, а также объявляет о своём намерении не складывать оружие до достижения цели. Кацонис более не русский полковник, а «король Спарты». Бухта укрепляется 5 береговыми батареями. С базой в Порто Кайо, Кацонис держит под контролем судоходство в Восточном Средиземноморье. Кроме турецких судов Кацонис сжигает возле города Нафплион 2 французских торговых судна.
Но основная задача, поднять восстание на Пелопоннесе, не удавалась. Пелопоннес всего лишь 20 лет тому назад был потоплен в крови и не был готов к новому кровопролитию. Даже гордые маниоты были осторожны в своих действиях по отношению к Кацонису. Правитель Мани Григоракис, хоть и не выполнял указы султана, но и Кацонису не оказывал (открытой) помощи.
5 июня 20 турецких судов и французский фрегат «Modeste» атаковали Порто Кайо. Маниоты дали возможность Кацонису покинуть бухту. Перед уходом батареи были уничтожены. Кацонис на малом судне добрался до острова Китира а затем до острова Итака. Андреас Андруцос, с горсткой своих земляков-соратников, прошёл с боями через весь Пелопоннес и добрался до своих гор в Средней Греции.
Судьба Андруцоса была трагической: пытаясь в дальнейшем добраться до России и встретится с Кацонисом, он был арестован венецианцами в Спалато, Далмация и передан туркам. После 4-летних пыток в Константионопольском «Баньо» он был утоплен в Босфоре в 1797 году.

### Снова в России
После Ионических островов Кацонис 2 года скитался по Европе. Отсутствие помощи со стороны России было расплатой за отказ разоружить флот, за непризнание мира и независимую политику. После прошений в 1794 году он приехал в Херсон.
В 1795 году, по указу Екатерины II, был создан Одесский греческий дивизион в 350 человек, из них 300 моряков служили до того во флотилии Кацониса.
20 сентября 1795 года Кацонис был представлен Екатерине II. В 1796 году Кацонис на приёмах многократно приглашался к столу императрицы, факт не совсем обычный, учитывая, что у Кацониса не было адмиральского звания. Кацонис присутствовал при смерти императрицы и воспринял её смерть как личную трагедию.
В марте 1797 году в знак уважения заслуг Кацониса и царской благосклонности, Павел I дарит ему перстень, к которому прилагалась записка: «Господину Ламбросу Кацонису. Мы признаем выказаное вами рвение на службе государству. В знак нашего уважения и благосклонности мы посылаем вам этот царский перстень. Прибываю вам доброжелательным. Павел 27 марта 1797 года».

### Таврида
Екатерина II подарила Кацонису в Крыму поместья. Кацонис начинает строить усадьбу в местечке Панас-чаир, что в переводе с татарского означает «священный луг». Это удивительным образом совпадает с именем родного города Кацониса, Ливадии (ливади по гречески — луг). Кацонис назвал свою усадьбу Ливадия, отсюда и пошла Ливадия Таврическая. В Крыму предприимчивый Кацонис стал крупным и успешным промышленником и коммерсантом. В 1799 году Кацонис построил завод по производству виноградной водки.
Умер Ламбро Качиони в 1805 году, при невыясненых обстоятельствах, предположительно был отравлен подосланным турецким шпионом.

## Семья
- Жена — Ангелина Мария Софиану, гречанка, дочь турецкого коменданта одного из островов Эгейского моря.
- Старший сын — Ликург Ламбрович (1790—1863), учился в Горном корпусе, который успешно окончил в 1809 году. По окончании Ликург Качиони поступил на службу в армию. Отличился во время Отечественной войны 1812 года и последующем заграничном походе. Награждён медалями «В память 1812 года» и «За взятие Парижа». В 1823 году зачисляется в Балаклавский греческий пехотный батальон. За отличие при взятии Варны в 1828 году во время русско-турецкой войны произведён в майоры, награжден орденом Св. Анны II степени[6] и медалью "За турецкую войну 1828—1829 гг., а в 1831 году назначен командиром Балаклавского греческого дивизиона[7]. Позже Ликург Качиони был переведён на Кавказ под команду М. С. Воронцова. За блестящую службу на Кавказе он был произведен в полковники. 26 ноября 1851 г. награжден орденом Св. Георгия IV степени[8].
  - Внук — Николай Ликургович, капитан, служил в Судакском отряде Крымской бригады пограничной стражи[9].
  - Дочь - Гарефа  (1791-1816), замужем за Жмелевым. Сын Жмелев Михайло Иванович (род. 1816 г., Карасубазар). Умерла в возрасте 25 лет.[10]
- Второй сын — Александр Ламбрович (1804—1865), после обучения в Одессе в 1819 году поступил офицером в Мингрельский пехотный полк. В 1824—1827 годах находился в Петербурге в составе драгунского полка. В 1827 году вышел в отставку и переехал в Крым, где состоял на гражданской службе. Брак в 1827 г. Жена Олимпиада Павловна Лампси. [11]         В 1854 году был избран предводителем дворянства Симферопольского уезда. Отличился в ходе Крымской войны, за что был награждён орденом Святой Анны 2-й степени. 
  - Внук — Александр Ликургович (1822—1870) начал служить гардемарином в Черноморском флоте, а затем в чине мичмана был переведён на Балтику. В 1869 году Александр Ликургович преподнёс в дар королю Греции Георгу I оружие своего легендарного деда. Оно было передано на вечное хранение в музей при Афинском университете.
    - Правнук — Спиридон Александрович Качиони (1858—1930-е) стал известным юристом, а затем — писателем, автором знаменитой книги «В дебрях Крыма». Он был свояком художника И. К. Айвазовского.

## В историографии
Если в Российской историографии Кацонис отмечен как героическая, но и колоритная фигура «корсара императрицы Екатерины», то греческая историография, отмечая все его героические страницы, делает упор на другое: борьба Кацониса и Андруцоса после Ясского мира — это проявление созревшей решительности греков не ждать более своего освобождения от европейских монархий. Именно эта решительность в последующие десятилетия привела к созданию ряда тайных революционных обществ. Одному из этих обществ, Филики Этерия удалось подготовить Греческую Революцию 1821 года, послужившей началом кровавой Освободительной войны 1821—1829 годов. В результате этой войны греки воссоздали своё государство, вопреки воле «Священного союза» христианских монархов.
В отечественной историографии Ламброс Кацонис рассматривался как видный деятель российско-турецкой вооружённой борьбы и греческого национально-освободительного движения против гнёта Османской империи. Однако в книге историка Г. А. Гребенщиковой его каперская деятельность в 1788—1792 годах представлена как пиратская и грабительская, что породило бурную дискуссию историков, по большей части не согласившихся с данной трактовкой, но были и согласные с ней.

## В литературе
- Есть основания предполагать, что Ламброс Кацонис с его бурной жизнью, послужил прототипом при создании Байроном образов корсаров. Это, прежде всего, поэма «Корсар» — одна из созданных в 1813—1816 годах романтических «восточных поэм», и «Дон-Жуан» — роман в стихах, написанный в 1818—1824 годах[источник не указан 599 дней].

В «Корсаре» Кацонис был прототипом главного героя, корсара Конрада, а прототипом турка Сеида-паши был противник Кацониса алжирец Сеит-али. В «Абидосской невесте», написанной Байроном в 1813 году, есть такие строки: …в чаянии свобод Здесь Ламбро гордые сыны С друзьями чертят гимн войны, — Сев у костра, летят мечтою Снять с райев гнев их роковой. В примечании к этой поэме Байрон дал такую справку: «Ламбро Канцони, грек, знаменитый своей борьбой в 1789—1790 годах за независимость своей родины. Покинутый русскими, он сделался пиратом… Он и Рига — два самых великих греческих революционера». Так имя греческого корсара на русской службе Ламброса Кацониса осталось жить в произведениях великого английского поэта, получив всемирную, но анонимную известность.
- Писатель Валентин Пикуль посвятил Кацонису очерк «Первый листригон Балаклавы», а также вывел его одним из героев романа-хроники «Фаворит».
- Ламброс Кацонис — герой исторического романа Владимира Шигина «Чесма» и рассказа «Встреча» в книге «Были-небыли Таганрога» И. Пащенко[16]

## Память
- В Левадии (Греция) есть его музей
- Улицы многих греческих городов носят его имя.
- ВМФ Греции назвал его именем:
  - подводную лодку «Кацонис (Υ-1)» построенную в 1927 году во Франции. Подлодка была потоплена в Эгейском море немцами в 1943 году.
  - подводную лодку USS Remora (SS-487), типа «Тенч», полученную в 1980-х годах от США и вступившую в строй как Katsonis (S-115).
  - подводную лодку Katsonis (S-123) немецкого типа 214, построенных по лицензии на греческой верфи Hellenic Shipyards (1-я головная, «Папаниколис» была построена в Германии в 2005 году, но принята ВМФ Греции только в 2010 году в силу ряда технических проблем).
- 14 мая 2019 года установлен бронзовый бюст на территории МБОУ «ЛИВАДИЙСКАЯ СРЕДНЯЯ ШКОЛА ИМЕНИ П.А. РАССАДКИНА» г. Ялта, Республика Крым. Автор бюста профессор Афинского политехнического университета Гиоргос Калакалас.